# Chaerilus longimanus
Espèce
Chaerilus longimanus est une espèce de scorpions de la famille des Chaerilidae.

## Distribution
Cette espèce est endémique de la province de Khánh Hòa au Viêt Nam. Elle se rencontre vers Nha Trang.

## Description
Le mâle holotype mesure 23,95 mm et la femelle paratype 24,66 mm.

## Publication originale
- Kovarík, Lowe, Hoferek, Forman & Král, 2015 : Two New Chaerilus from Vietnam (Scorpiones, Chaerilidae), with Observations of Growth and Maturation of Chaerilus granulatus sp. n. and C. hofereki Kovařík et al., 2014. Euscorpius, no 213, p. 1–21 (texte intégral).